# Orno poljedelstvo
Orno poljedelstvo je oblika poljedelstva, ki se je razvila v 7. stoletju.
Z uporabo drevesa, pozneje pa železnega rala so rahljali in rezali prst; ter tako povečali pridelavo. Zaradi boljšega izkoriščenja zemlje so se lahko obdelovalci ukvarjali izključno s poljedelstvom, saj so lahko pridelali tudi do petkrat več kot z kopaštvom.
Zemljo so izčrpali v petih letih, nakar so se morali preseliti.